# Piesarthrius marginellus
Piesarthrius marginellus là một loài bọ cánh cứng trong họ Cerambycidae.